# Froswick
Froswick är en bergstopp i Storbritannien.   Den ligger i grevskapet Cumbria och riksdelen England, i den centrala delen av landet, 400 km nordväst om huvudstaden London. Toppen på Froswick är 720 meter över havet, eller 88 meter över den omgivande terrängen. Bredden vid basen är 0,60 km.
Terrängen runt Froswick är huvudsakligen kuperad.Runt Froswick är det ganska tätbefolkat, med 60 invånare per kvadratkilometer. Närmaste större samhälle är Kendal, 17,7 km sydost om Froswick. Trakten runt Froswick består i huvudsak av gräsmarker.